# Juegos Bolivarianos de 1947-1948
Los II Juegos Bolivarianos se desarrollaron en la Ciudad de Lima, Perú, fueron inaugurados el 26 de diciembre de 1947 y terminaron el 8 de enero de 1948.

## Medallería
| Núm. | País      | Oro | Plata | Bronce | Total |
| ---- | --------- | --- | ----- | ------ | ----- |
| 1    | Perú      | 65  | 52    | 43     | 160   |
| 2    | Panamá    | 15  | 7     | 4      | 26    |
| 3    | Colombia  | 13  | 18    | 17     | 48    |
| 4    | Bolivia   | 9   | 13    | 10     | 32    |
| 5    | Venezuela | 8   | 11    | 6      | 25    |
| 6    | Ecuador   | 5   | 6     | 18     | 29    |

| Predecesor: Bogotá 1938 | II Juegos Bolivarianos Lima 1947-48 | Sucesor: Caracas 1951 |

- Datos: Q4566133